# لوحة متيرنيخ
لوحة مترنيخ هي لوحة سحرية طبية تُعرف بـ "لوحة حورس فوق التماسيح" وهي جزء من مجموعة الآثار المصرية في متحف المتروبوليتان للفنون بمدينة نيويورك. يعود تاريخها إلى الأسرة المصرية الثلاثون، حوالي 380-342 قبل الميلاد، في عهد الملك نختنبو الثاني. أما مكان انتصاب هذه اللوحة الأصلي فهو غير معروف.

## التاريخ
تنتمي هذه اللوحة إلى مجموعة من اللوحات تُعرف باسم "لوحات حورس" أو "لوحات حورس فوق التماسيح". كانت تُستخدم هذه اللوحات لحماية المصريين القدماء من الحيوانات الخطرة مثل التماسيح والثعابين. وتُعتبر هذه اللوحة السحرية من أكبر وأكمل اللوحات من هذا النوع.
تقول النظريات أنه في عهد نختنبو الثاني، سافر كاهن يُدعى إس آتوم (نسي آتوم) إلى مكان دفن ثيران منيفيس في هليوبوليس. وهناك لاحظ نقوشًا اعتبرها مثيرة للاهتمام، فأمر بنقلها على كتلة حجرية كبيرة. وبذلك تم إنشاء اللوحة التي ظلت قائمة لسنوات عديدة حتى غزا الإسكندر الأكبر مصر وانتزعها من غزاتها الفرس في حينه، وتم نقل اللوحة إلى الإسكندرية.
ظلت اللوحة مفقودة لأكثر من ألفي عام حتى تم اكتشافها في حائط أثناء عمليات تنقيب في دير فرنسيسكاني. ثم قُدمت اللوحة كهدية إلى الدبلوماسي النمساوي كليمنس فون مترنيخ في عام 1828 من قبل محمد علي باشا، حاكم مصر وقتها، وخزنها أمير مترنيخ في قلعة كينزفارت (في بوهيميا) حيث بقيت حتى عام 1950، عندما تم شراؤها من قبل متحف المتروبوليتان للفنون (وأصبحت تُعرف لسنوات عديدة باسم لوحة مترنيخ).

## البنية
اللوحة عبارة عن كتلة كبيرة في الأسفل (قاعدة) متصلة بكتلة أرق ذات قمة منحنية. يبلغ ارتفاعها 90.8 سم وعرضها 33.7 سم. تم صنع القطعة من كتلة واحدة ضخمة من حجر رملي رمادي-أخضر ناعم الحبيبات وصلب يُعرف بـ الجرواق. اللوحة في حالة جيدة ومحفوظة بشكل جيد مع وجود بعض الخدوش الصغيرة القليلة. يبدو أنها صُنعت بدقة وعناية فائقة، مما جعلها إضافة مثيرة وقيمة لمتحف المتروبوليتان للفنون.
يُصور الجزء العلوي من اللوحة قرص الشمس الذي يُشير إلى الإله رع، إله الشمس في الديانة المصرية القديمة. وعلى جانبي رع يوجد أربعة قرود. على أقصى يسار القرود يقف إله الرسائل تحوت، وعلى أقصى يمينهم يظهر الملك الحاكم نختنبو الثاني، راكعًا باتجاه رع.
يفصل الجزء الرئيسي من النقش عن الجزء العلوي بخمسة أسطر من الهيروغليفية المصرية. في وسط اللوحة يظهر الإله حورس كطفل يقف فوق التماسيح. وفوق رأسه يظهر وجه الإله بس، حامي المواليد والولادة. يحمل حورس في كل يد أفعى وعقرب، بالإضافة إلى أسد ومها في كل يد.
على الجهة اليسرى من حورس يقف الإله رع-حوراختي، وهو دمج بين إلهي السماء حورس ورع، واقفًا على أفعى، وحولهما رمزان إلهيان. على أقصى يسار النقش تقف والدة حورس، إيزيس، واقفة على أفعى، وعلى يسارها يظهر معيار إلهة النسر نخبت، حامية الجنوب. على أقصى اليمين يظهر مرة أخرى الإله تحوت واقفًا على أفعى، وعلى يمينه معيار إلهة الأفعى واجيت، حامية الشمال. فوق الآلهة تظهر عينا حورس، الشمس والقمر.
يغطي باقي اللوحة نقوش هيروغليفية من أعلى إلى أسفل وعلى الجانبين أيضًا. توثق هذه النقوش قصص الآلهة وتجاربهم مع الحيوانات السامة. كما تتضمن العديد من اللعنات والتعاويذ لعلاج أنواع مختلفة من الأمراض التي تسببها هذه الحيوانات. يمكن ملاحظة على الجهة اليسرى من الصف الرابع عربة تجرها مها مجنحة تُسمى أخخ، وهو رمز للقوة الملكية.
نقطة أخرى مثيرة للاهتمام في اللوحة هي في الجزء العلوي من الجانب الخلفي. هناك رجل مجنح يمثل الإله الشمسي الشيطاني هارميتي، واقفًا فوق أعدائه، الذين هم حيوانات شريرة محبوسة داخل دائرة لمنع هروبها.

## العقيدة
كانت الوظيفة الرئيسية لـ "لوحة متيرنيخ" هي الشفاء السحري من السموم، التي كانت في الغالب ناتجة عن الحيوانات. كان يتم سكب الماء على اللوحة وجمعه، ثم يشربه الشخص المصاب بالسم. كان هذا الشخص يتماهى مع الطفل حورس الذي عانى من مآسٍ مشابهة. أثناء هذه العملية، كان الكهنة المحليون يتلون الطقوس الدينية المحفورة على اللوحة.
تتعلق التعاويذ الأولى في اللوحة بالزواحف والمخلوقات الضارة الأخرى. الأبرز من بينهم كان الشيطان الأفعى أبوفيس، العدو اللدود لرع. تجبر التعويذة الأفعى على قطع رأسها وحرقها إلى قطع. النصف الثاني من التعويذة يجبر الأفعى على التقيؤ، وأثناء تلاوة الكاهن للتعويذة، كان الشخص المصاب يتقيأ أيضًا، مما يحرر جسده من السم.
التعويذة التالية موجهة نحو قطة تحتوي على جزء من إله أو إلهة، وكانت القادرة على تدمير أي نوع من السموم. تطلب التعويذة من رع مساعدة القطة في وقت حاجتها.
معظم النقوش الموجودة على اللوحة تصف قصصًا مثل هذه المتعلقة بالتسمم وتعاويذ العلاج. القصة الأكثر شهرة هي قصة إيزيس والعقارب السبعة، التي تحتل الجزء الأكبر من اللوحة وتعد الأكثر شهرة عندما يتعلق الأمر بالعلاجات الخاصة بالسموم.
كانت إيزيس والدة حورس، ووالده هو أوزيريس، حاكم عالم الأحياء. قتل أوزوريس على يد أخيه ست، الذي كان يشعر بالغيرة الشديدة من قوته. عندما اكتشفت إيزيس ونفتيس ما حدث، أعادوا أوزوريس إلى الحياة باستخدام السحر. لكن ست غضب وقتله مرة أخرى، هذه المرة قام بتمزيق جسده إلى قطع ونثرها في أنحاء مصر. أصبح أوزوريس فيما بعد ملك الموتى وحاكم العالم السفلي، بينما بقي عالم الأحياء بلا حاكم.
اعتقد ست أنه سيصبح ملك عالم الأحياء، لكنه لم يكن يعلم أن إيزيس كانت حاملًا بطفل أوزوريس. هذا الطفل، حورس، كان سيصبح الملك الجديد بناءً على حقه الطبيعي. بعد ولادة حورس، كان من المتوقع أن يصبح ملك عالم الأحياء، لكن عندما اكتشف ست الأمر، غضب بشدة.
في هذه النقطة، تبدأ التعويذة الفعلية على اللوحة السحرية. قام ست بتسميم الطفل بواسطة عقرب، وغالبًا ما كان يرتبط العقرب بالشيطان الأفعى أبو فيس. غمر إيزيس الحزن على وفاة طفلها. نادت على رع وطلبت مساعدته. فأرسل تحوت الذي أعاد الطفل إلى الحياة. من تلك اللحظة، أصبح رع مدافعًا عن حورس، تمامًا كما كان سيفعل والده أوزوريس لو كان حيًا.
بقي حورس على قيد الحياة ولكنه خاض لاحقًا معركة مع ست ليصبح ملك عالم الأحياء. أثناء المعركة، مزق ست عين حورس وفاز بالمعركة. ومن هنا نشأ رمز "عين حورس". بعد ذلك، أصبح ست ملك عالم الأحياء مرة أخرى.
لم تستطع إيزيس تحمل ذلك لأنها كانت تعلم أن ابنها هو الحاكم الشرعي. ذهبت إلى العالم السفلي متخفية، وبحثت عن ست. أخبرته أن رجلاً شريرًا سرق شيئًا كان حقًا لابنها. فأمر ست بإعادة الأمر إلى نصابه، دون أن يعرف من كانت تشير إليه. عندها كشفت إيزيس عن هويتها، وحاول ست التراجع عن قراره، لكن رع شهد الحدث وجعل حورس ملك عالم الأحياء.
تتعلق معظم النقوش على اللوحة بكيفية تسمم حورس وشفائه. كما استخدم المصريون القدماء هذا العلاج لأفراد شعبهم الذين عانوا من التسمم. كان المرضى يتقمصون روح حورس، الذي تعرض للتسمم، ويتعافون كما تعافى هو. وتُعد القصص المنقوشة على هذه اللوحة، خاصة المتعلقة بإيزيس وحورس، الأكثر شمولية وتفصيلاً بين جميع المعالم الأثرية.

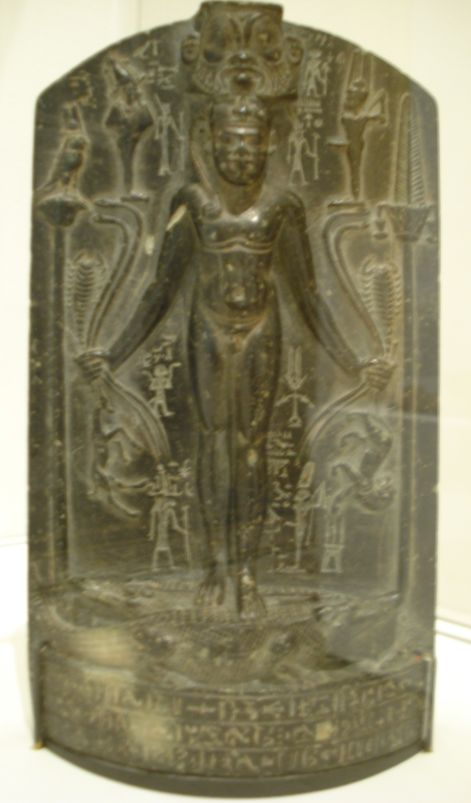
لوحة سيبوس حورس
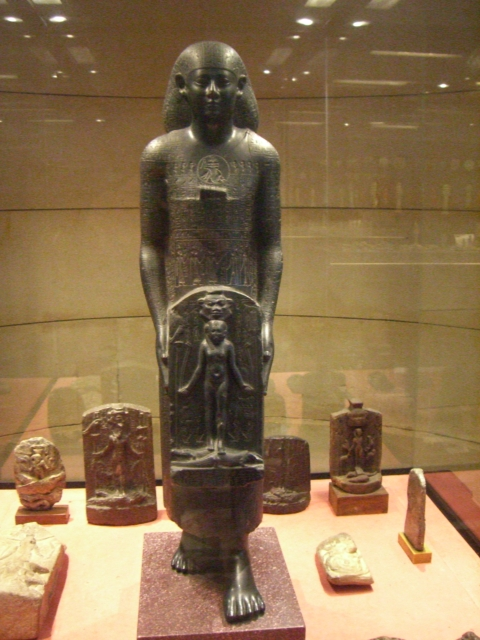
تمثال لشخص يحمل لوحة: تمثال سيبوس حورس الشافي
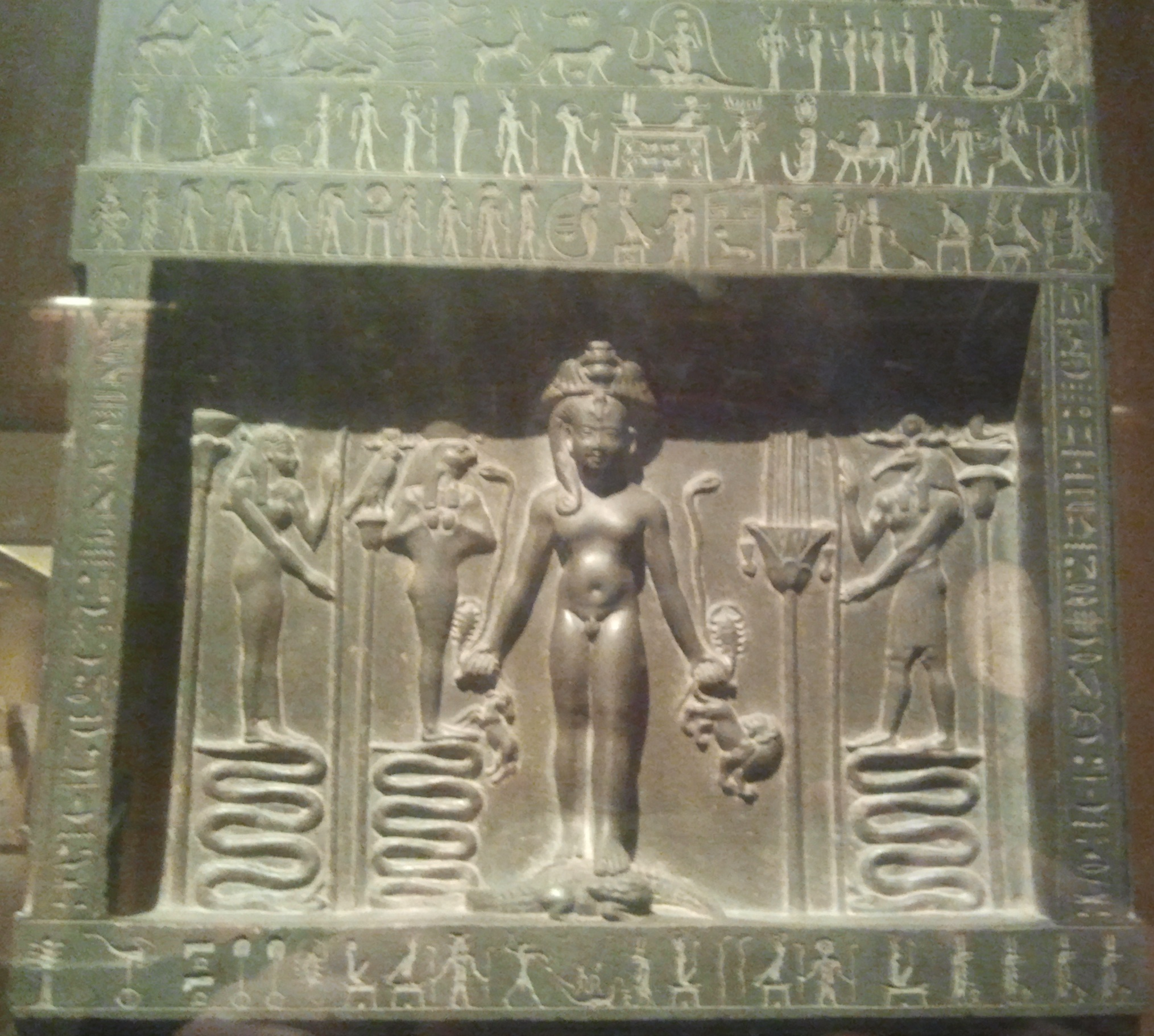
القطعة الوسطى من لوحة ميترنيخ
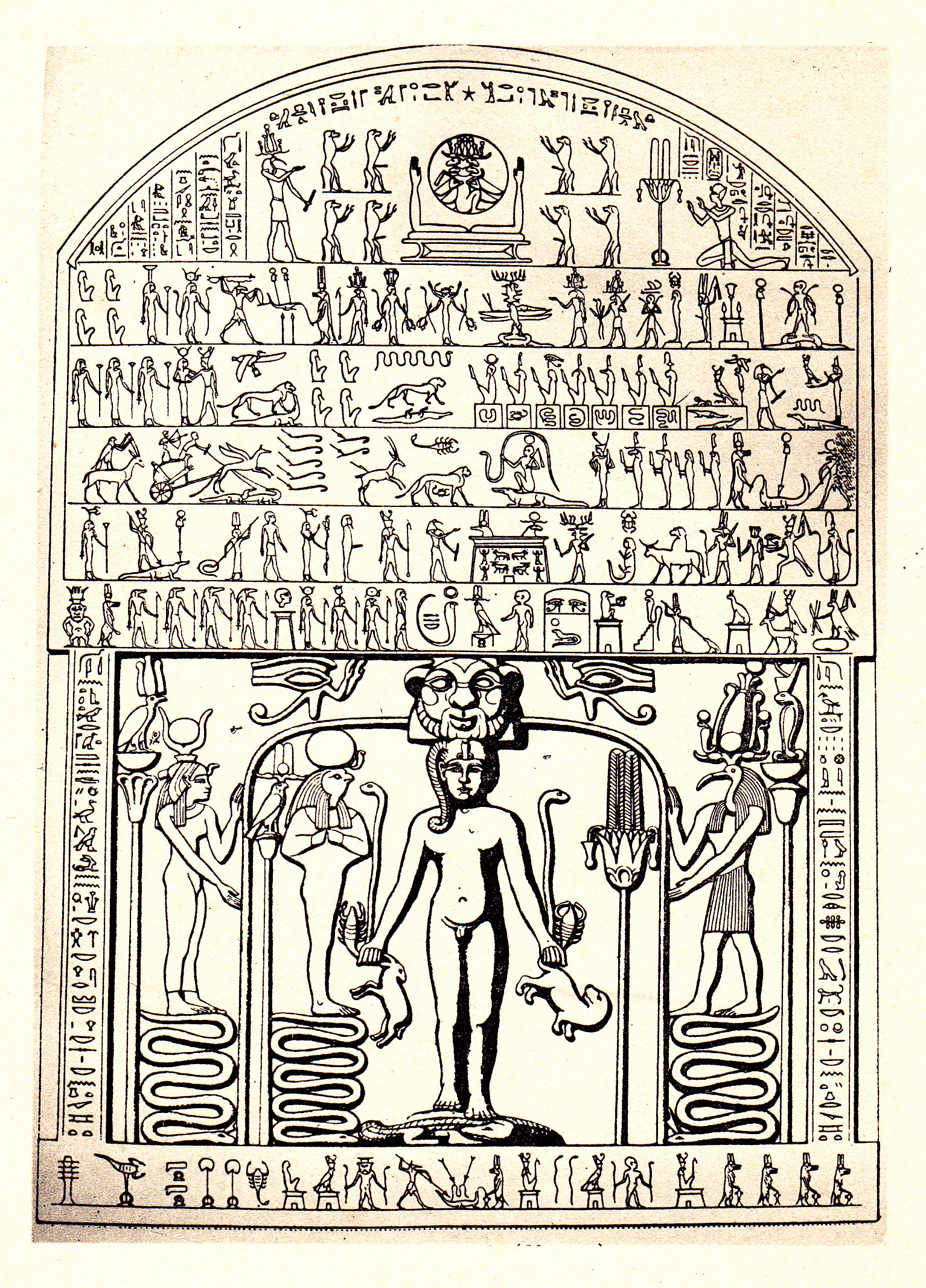
الجزء العلوي من لوحة ميترنيخ من كتاب واليس بدچ

## روابط خارجية
- متحف المتروبوليتان للفنون، لوحة متيرنيخ